# Stade Gabriel-Montpied
Stade Gabriel-Montpied – stadion piłkarski w Clermont-Ferrand, zaprojektowany przez Jacques'a Kalisza i otwarty 30 grudnia 1995 meczem Clermont Foot – FC Gueugnon 2:1. Domowy obiekt Clermont Foot. Od momentu otwarcia patronem stadionu jest Gabriel Montpied, mer Clermont-Ferrand w latach 1944–1973.
W latach 2017–2020 obiekt został przebudowany kosztem 70-77 mln euro. Boisko jest otoczone jest czterema trybunami (Gergovie, Limagne, Livradois, Volcan) o łącznej pojemności 10 810 miejsc siedzących.
W latach 2023–2025 została zaplanowana rozbudowa stadionu, skutkująca zwiększeniem liczby miejsc do 16200, ponadto w zależności od kolejnych decyzji władz aglomeracji Clermont Auvergne Métropole i wyników klubu możliwe jest powiększenie trybun do 30000 miejsc.